# Fabrice Laureau
F/Lor, pseudonyme de Fabrice Laureau, est un artiste, musicien multi-instrumentiste, mixeur et producteur français, né le 16 octobre 1970 à Montpellier. Il est le frère aîné de Nicolas Laureau.
Il est membre du trio NLF3, et bassiste de Prohibition. En parallèle de la musique et du son, il développe un travail photographique qui alimente son œuvre. En tant que mixeur et ingénieur du son, il a travaillé avec Yann Tiersen, Dirty Three, Dominique A, Shannon Wright, Françoiz Breut, Herman Düne, Dominique Petitgand et bien d'autres encore…

## Biographie
Enfant, il découvre le monde à travers les paysages de garrigue et les capitales Moscou, Bonn et Washington DC où la famille Laureau réside entre 1970 et 1981. Cette vie de contemplateur ou de promeneur le confronte très tôt à des paysages et des architectures qui aiguisent son œil et son intérêt pour la photographie, pour la nature et la géologie ainsi que pour les mouvements des Natives americans : il fait ses premières photos lors de la Longest Walk en 1978. Alors qu'il termine ses études à Paris à la faculté de Jussieu-Pierre et Marie Curie, diplômé en Géologie, l'aventure musicale Prohibition  entamée avec son frère Nicolas rencontre un certain succès. Et après un rapide passage dans l'associatif écologiste en tant qu'objecteur de conscience, il participe à la création du label Prohibited Records, initié par son frère. Les tournées avec ses groupes sont l'occasion de voyages dans toute l'Europe, aux Etats-Unis, en Russie, au Mexique, au Japon, au Maghreb et bien plus encore. Autant de moments immortalisés avec de modestes appareils photo.
A l'arrêt de Prohibition en 1999, Fabrice Laureau étudie la prise de son, le mixage et choisit de s'équiper d'un matériel mobile. Il enregistre in situ, Dirty Three aux Instants Chavirés pour l'album She Has No Strings Apollo, toute une série de live de Yann Tiersen à travers l'europe,, ou d'autres projets dont certains pour le label maison comme Switzerland Heritage de Herman Düne. Ainsi, il travaille avec de nombreux artistes : François Breut pour l'album 20 à 30 000 jours et plus tard La Chirurgie des Sentiments, Yann Tiersen autour de toute une série d'albums, avec Dominique A, avec The Married Monk pour The Belgian Kick, Shannon Wright ou l'artiste sonore Dominique Petitgand.
Pendant toutes ces années, au-delà des tournées et des créations avec NLF3, F/lor expérimente et enregistre des sessions improvisées en solo, dans son loft-studio, et c'est en 2012, qu'avec les encouragements de Nicolas Laureau, il produit l'album Blackflakes,,. Dans un registre électronique, l'album est audacieux, nocturne et surprend la presse. L'artwork est constitué d'une photo principale et abstraite et d'une typographie faites par la main de l'artiste. Les performances live consistent en des ré-interprétations en temps réel des morceaux de l'album avec la projection en fond de scène d'un travelling en slow-motion dans une forêt. L'année suivante sort BLKFLKS remixs un disque comprenant des titres de l'album Blackflakes remixés par  Shane Aspegren, Rubin Steiner, ou Kelpe.
En 2016, pour la pochette de l'album Waves Of Black And White de NLF3, F/lor délivre une série de clichés pris au Pays Basque, exprimant sa passion pour la pierre et le éléments naturels.

## Discographie F/Lor
- Blackflakes, CD/LP/numérique (Prohibited Records 2013)
- Blckflks remix (Prohibited Records 2013)

## Discographie mixeur et ingénieur du son
- NLF3 Part 1- Part 2 (2CD, Prohibited Records 1999)
- Herman Düne Turn Off The Light (CD/LP, Prohibited Records, Atmosphériques 2000)
- Patton JR For Jaune-Rouge (CD, Prohibited Records 2000)
- Herman Düne Fire (EP CD, Prohibited Records, Atmosphériques 2000)
- Françoiz Breut Vingt à Trente Mille Jours (Labels, 2000)
- Herman Düne They Go To The Woods (CD, Shrimper 2000)
- Yann Tiersen Le Fabuleux Destin D'Amélie Poulain (CD, Labels 2001)
- Don Nino Real Seasons Make Reasons (CD, Prohibited Records 2001)
- Yann Tiersen C'était ici (CD, Labels 2002)
- NLF3 Vivaǃ (CD/LP, Prohibited Records 2003)
- Yann Tiersen Good Bye Lenin (CD, Labels 2003)
- Dirty Three She Has No Strings Apollo (CD/LP, Bella Union, Touch & Go 2003)
- Ben Symphonic Orchestra Drifting (CD, Microbe 2003)
- Shannon Wright & Yann Tiersen (Ici d'Ailleurs / Vicious Circle, 2004)
- The Married Monk The Belgian Kick (Ici d'Ailleurs, 2004)
- NLF3 Music For Que Viva Mexicoǃ (CD Prohibited Records 2005)
- Morning Star The Opposite Is True (CD Microbe, 2005)
- Yann Tiersen Les Retrouvailles (CD/LP, Labels 2005)
- Don Nino Mentors Menteursǃ (CD, Prohibited Records 2007)
- NLF3  Beautiful Is the Way To The World Beyond (CD/LP, Prohibited Records 2009)
- NLF3  Beast Me (CD, Prohibited Records 2011)
- Françoiz Breut La Chirurgie des sentiments (Caramel Beurre Salé 2012)
- Don Niño In The Backyard Of Your Mind (CD/LP, Prohibited Records, InFiné 2012)
- NLF3 Pink Renaissance ( CD/LP, Prohibited Records 2014)
- NLF3 Waves Of Black & White (CD/LP, Prohibited Records 2016)
- The Married Monk Headgearalienpoo (CD/LP, Ici d'Ailleurs, 2018)